# Prakash Amritraj
Prakash Amritraj (* 2. Oktober 1983 in Los Angeles, Vereinigte Staaten) ist ein ehemaliger indischer Tennisspieler.

## Privates
Prakashs Vater Vijay Amritraj und seine Onkel Anand Amritraj und Ashok Amritraj waren ebenfalls Tennisprofis. Auch sein Cousin Stephen Amritraj, der Sohn Anands, spielte bis 2009 Tennis und sogar einige Turniere zusammen mit ihm im Doppel. Er graduierte an der University of Southern California im Fach Betriebswirtschaft.

## Karriere
Prakash Amritraj erreichte im Einzel am 15. Juni 2009 mit Platz 154 seine beste Platzierung in der Weltrangliste. Ein Jahr zuvor stand er im Finale des Turniers von Newport, welches er gegen den Franzosen Fabrice Santoro mit 3:6 und 5:7 verlor. Im Doppel konnte er ebenfalls einmal das Finale auf der World Tour erreichen. 2006 zog er mit seinem Landsmann Rohan Bopanna vor heimischem Publikum in Chennai ins Endspiel ein. Gegen Michal Mertiňák und Petr Pála mussten sie sich jedoch mit 2:6 und 5:7 geschlagen geben. Auf der Challenger Tour gewann er bislang sechs Titel mit wechselnden Partnern. Bei Grand-Slam-Turnieren erreichte er an der Seite von Aisam-ul-Haq Qureshi mit dem Achtelfinaleinzug 2009 in Wimbledon sein bestes Ergebnis. Seine höchste Platzierung in der Doppelweltrangliste war Rang 119 am 26. Oktober 2009.
Von August 2010 bis August 2012 legte Prakash Amritraj eine Pause auf der World Tour ein und absolvierte kein einziges Turnier. Sein letztes Profimatch bestritt Amritraj im Juli 2013 in Atlanta. Seit Ende Juli 2014 wird er nicht mehr in den Weltranglisten geführt.
Zwischen 2003 und 2008 bestritt Prakash Amritraj insgesamt zehn Begegnungen für die indische Davis-Cup-Mannschaft. Dabei wurde er ausschließlich im Einzel eingesetzt, seine Bilanz ist mit sieben gewonnenen zu elf verlorenen Partien jedoch negativ.

## Erfolge
| Legende (Anzahl der Siege)                       |
| Grand Slam                                       |
| Tennis Masters Cup ATP World Tour Finals         |
| ATP Masters Series ATP World Tour Masters 1000   |
| ATP International Series Gold ATP World Tour 500 |
| ATP International Series ATP World Tour 250      |
| ATP Challenger Tour (7)                          |

### Einzel

#### Finalteilnahmen
| Nr. | Datum         | Turnier | Belag | Finalgegner     | Ergebnis |
| --- | ------------- | ------- | ----- | --------------- | -------- |
| 1.  | 13. Juli 2008 | Newport | Rasen | Fabrice Santoro | 3:6, 5:7 |

### Doppel

#### Turniersiege
| Nr. | Datum             | Turnier      | Belag         | Partner              | Finalgegner                           | Ergebnis         |
| --- | ----------------- | ------------ | ------------- | -------------------- | ------------------------------------- | ---------------- |
| 1.  | 4. Oktober 2003   | Tumkur       | Hartplatz     | Rik De Voest         | Michal Mertiňák Branislav Sekáč       | 6:4, 6:3         |
| 2.  | 22. Juli 2006     | Aptos        | Hartplatz     | Rohan Bopanna        | Rajeev Ram Todd Widom                 | 3:6, 6:2, [10:6] |
| 3.  | 4. Juli 2008      | Dublin       | Teppich       | Aisam-ul-Haq Qureshi | Jonathan Marray Frederik Nielsen      | 6:3, 7:66        |
| 4.  | 2. November 2008  | Louisville   | Hartplatz (i) | Jesse Levine         | Frank Dancevic Dušan Vemić            | 6:3, 7:610       |
| 5.  | 6. Februar 2009   | Dallas       | Hartplatz (i) | Rajeev Ram           | Patrick Briaud Jason Marshall         | 6:3, 4:6, [10:8] |
| 6.  | 17. November 2012 | Yokohama     | Hartplatz (i) | Philipp Oswald       | Sanchai Ratiwatana Sonchat Ratiwatana | 6:3, 6:4         |
| 7.  | 3. Mai 2013       | Johannesburg | Hartplatz     | Rajeev Ram           | Purav Raja Divij Sharan               | 7:61, 7:61       |

#### Finalteilnahmen
| Nr. | Datum          | Turnier | Belag     | Partner       | Finalgegner               | Ergebnis |
| --- | -------------- | ------- | --------- | ------------- | ------------------------- | -------- |
| 1.  | 8. Januar 2006 | Chennai | Hartplatz | Rohan Bopanna | Michal Mertiňák Petr Pála | 2:6, 5:7 |